# Kendyl Stewart

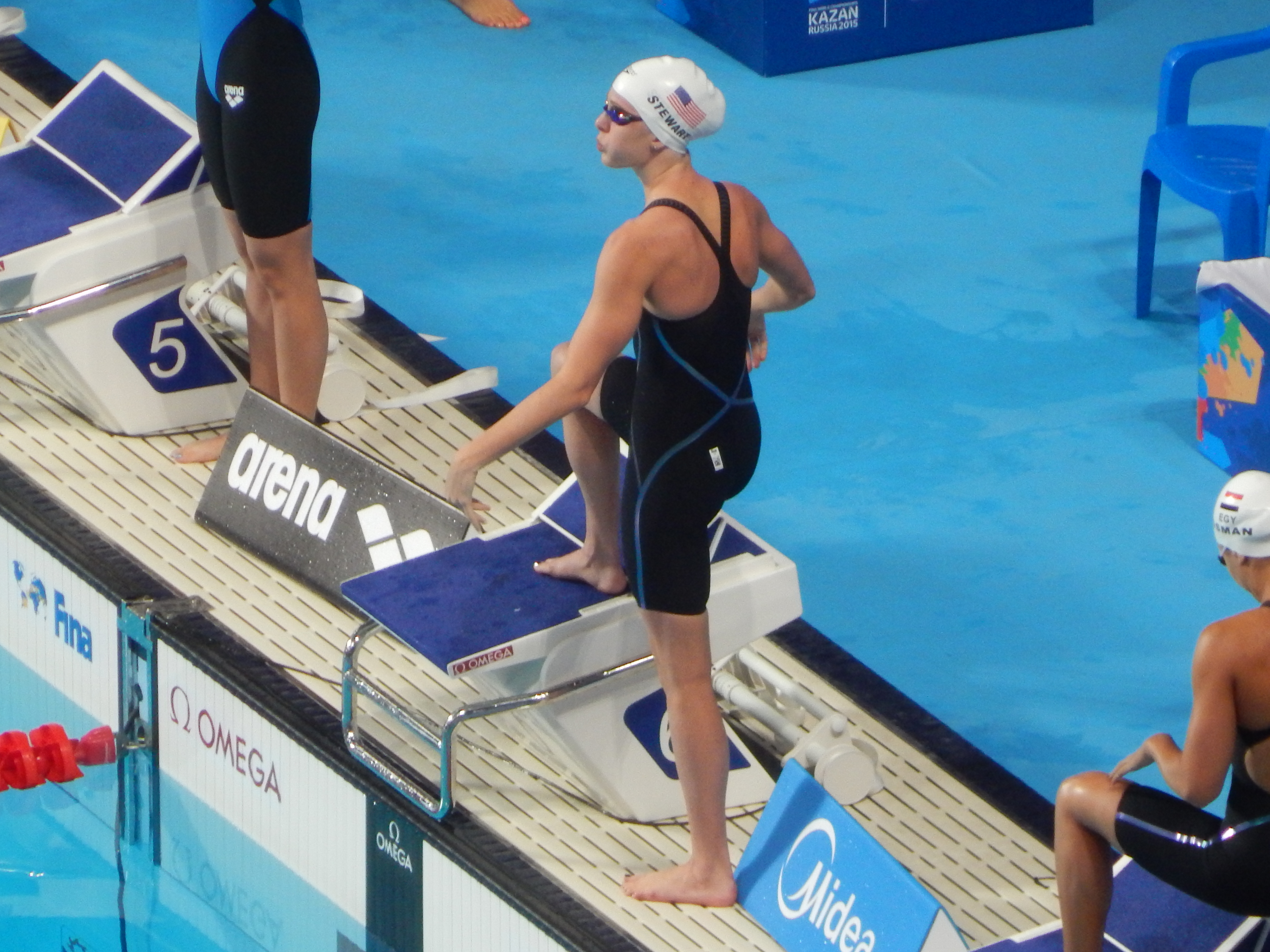
Kendyl Stewart bei den Weltmeisterschaften 2015 vor dem Start über 50 Meter Freistil.

Kendyl Stewart (* 17. August 1994 in Newton, Massachusetts) ist eine ehemalige Schwimmerin aus den Vereinigten Staaten. Sie erhielt bei Weltmeisterschaften auf der 50-Meter-Bahn eine Silbermedaille, auf der 25-Meter-Bahn war es dreimal Gold und einmal Silber. Bei Panamerikanischen Spielen erschwamm sie drei Goldmedaillen.

## Sportliche Karriere
Kendyl Stewart ist zwar in Massachusetts geboren, wuchs aber in Kalifornien auf und begann im Alter von sieben Jahren mit dem Schwimmsport. Sie besuchte die La Costa Canyon High School und ab 2012 die University of Southern California.
Bei den Juniorenweltmeisterschaften 2011 in Lima wurde sie Sechste über 200 Meter Rücken, Zweite über 50 Meter Schmetterling und Fünfte über 100 Meter Schmetterling. Mit der 4-mal-100-Meter-Lagenstaffel gewann sie die Silbermedaille. Zwei Jahre später bei der Universiade 2013 in Kasan wurde Stewart Siebte über 200 Meter Rücken. In der 4-mal-100-Meter-Lagenstaffel wurde sie nur im Vorlauf eingesetzt. Da ihre Mannschaftskolleginnen im Endlauf Dritte wurden, erhielt auch Stewart eine Bronzemedaille.
2014 siegte Stewart bei den US-Meisterschaften über 50 Meter und über 100 Meter Schmetterling. Bei den Pan Pacific Swimming Championships 2014 in Gold Coast wurde sie über 100 Meter Schmetterling Dritte hinter der Australierin Alicia Coutts und der Chinesin Lu Ying. Die 4-mal-100-Meter-Lagenstaffel mit Missy Franklin, Jessica Hardy, Kendyl Stewart und Simone Manuel wurde Zweite hinter den Australierinnen.
Bei den Weltmeisterschaften 2015 in Kasan schied Kendyl Stewart über 100 Meter Schmetterling und über 50 Meter Schmetterling im Halbfinale aus. Mit der 4-mal-100-Meter-Lagenstaffel in der Besetzung Missy Franklin, Jessica Hardy, Kendyl Stewart und Simone Manuel belegte sie den vierten Platz mit über einer Sekunde Rückstand auf die Bronzemedaille. In der 4-mal-100-Meter-Mixed-Lagenstaffel schwammen Ryan Murphy, Kevin Cordes, Kendyl Stewart und Lia Neal die schnellste Vorlaufzeit. Im Finale siegte das britische Quartett vor Ryan Murphy, Kevin Cordes, Katie McLaughlin und Margo Geer. Stewart und Neal erhielten für ihren Vorlaufeinsatz ebenfalls eine Silbermedaille.
Stewart war erst drei Jahre später wieder bei einer internationalen Meisterschaft dabei. Bei den Kurzbahnweltmeisterschaften 2018 in Hangzhou schwammen Kathleen Baker, Katie Meili, Kendyl Stewart und Erika Brown die schnellste Vorlaufzeit in der 4-mal-50-Meter-Lagenstaffel. Im Endlauf siegten Olivia Smoliga, Katie Meili, Kelsi Dahlia und Mallory Comerford mit neuem Weltrekord. Alle sieben beteiligten Schwimmerinnen erhielten eine Goldmedaille. Nachdem Stewart über 50 Meter Schmetterling im Halbfinale ausgeschieden war, erreichte sie das Finale über 100 Meter Schmetterling. Kelsi Dahlia siegte mit über einer Sekunde Vorsprung vor Stewart, die ihrerseits 0,09 Sekunden vor der drittplatzierten Brasilianerin Daiene Dias anschlug. In der 4-mal-100-Meter-Lagenstaffel schwammen im Vorlauf Kathleen Baker, Melanie Margalis, Kendyl Stewart und Lia Neal. Im Finale siegte, nach Disqualifikation der Australierinnen, die US-Staffel mit Olivia Smoliga, Katie Meili, Kelsi Dahlia und Mallory Comerford. Eine dritte Goldmedaille erhielt Stewart für ihren Vorlaufeinsatz in der 4-mal-50-Meter-Mixed-Lagenstaffel. Ryan Murphy, Katie Meili, Kendyl Stewart und Michael Chadwick schwammen den Vorlauf, im Finale gewannen Olivia Smoliga, Michael Andrew, Kelsi Dahlia und Caeleb Dressel.
Kendyl Stewarts internationale Karriere hatte 2011 in Lima begonnen. Ihre letzte große internationale Meisterschaft waren 2019 die Panamerikanischen Spiele in Lima. In der 4-mal-100-Meter-Freistilstaffel siegten Lia Neel, Claire Rasmus,  Kendyl Stewart und Margo Geer. Einen Tag später erschwamm Stewart den Einzeltitel über 100 Meter Schmetterling. Schließlich gewann die 4-mal-100-Meter-Lagenstaffel den Titel in der Aufstellung Phoebe Bacon, Annie Lazor, Kendyl Stewart und Margo Geer.